# Peider Lansel
Peider Lansel (Pisa, 15 agosto 1863 – Ginevra, 8 dicembre 1943) è stato uno scrittore, poeta e diplomatico svizzero di lingua romancia.
Per quasi tutta la sua vita si dedicò alla diffusione ed al riconoscimento della sua madrelingua. Per oltre trent'anni ha pubblicato un gran numero di raccolte di poesie e libri ed ha edito molte pubblicazioni di poesie e novelle romance. Per il suo grande impegno nei confronti di tale lingua fu insignito della laurea honoris causa dall'Università di Zurigo e ricevette il Gran Premio da parte della Fondazione Schiller.

## Infanzia e giovinezza
Noto in Italia con il nome di Pietro Lansel, era figlio primogenito di Andri Töna Lansel, originario di Sent, e di Emilia Steiner, originaria di Lavin; nacque in Italia, a Pisa, ove suo padre aveva fondato una filiale della società Lansel di Firenze. Fino all'età di nove anni ha vissuto a Pisa e trascorreva le estati a Sent. In seguito si trasferì a Sent, ove terminò gli studi primari; in seguito frequentò la Scuola cantonale di Coira e la Scuola commerciale di Frauenfeld e si prese un anno sabbatico a Rolle. Nel 1879 si occupò della società delle famiglie Könz e Lansel ad Arezzo e Livorno in qualità di apprendista. Quando suo padre si ritirò dagli affari e tornò in Svizzera, a 21 anni Peider Lansel si occupò direttamente della filiale di Pisa.

## Il ritorno in Svizzera
Pochi anni dopo, Peider Lansel lasciò gli affari in mano ai fratelli Enrico (Andri), Emilio (Emil) e Edoardo. Nel 1893 si sposò con Emma Corradini, esponente di una nota famiglia svizzera trapiantata a Livorno, ed ebbe quattro figli, tutti nati a Pisa. Nel 1906 Lansel si stabilì in Svizzera con la sua famiglia, prima a Sent e poi a Ginevra, ma trascorreva buona parte dell'anno in viaggio e, soprattutto, in Engadina.

## Le attività in favore del romancio
Dal suo ritorno in patria, Lansel si è dedicato quasi interamente allo studio della cultura romancia ed alla sua attività di poeta, battendosi per una rinascita del romancio, provando a liberare la lingua scritta dalle influenze dell'italiano e del tedesco; in particolare difendeva la lingua romancia contro gli studiosi e gli irredentisti italiani che - tra le due guerre mondiali - sostenevano che il romancio era un dialetto italiano e che il territorio romancio avrebbe dovuto essere inglobato in quello italiano.

Lansel pubblicò opere proprie, recuperò le edizioni delle opere di Giovannes Mathis e di Gian Fadri Caderas e curò le antologie di poesie Musa Ladina e Musa Rumantscha, pagandole di tasca propria, così come per altre opere in romancio quale, ad esempio, la Grammatica e Dicziunari di Antoine Vellemann.

Nel 1911, insieme al reverendo Otto Gaudenz, fondò il Chalender Ladin e fu collaboratore e promotore di questa pubblicazione, organo annuale ufficiale dell'Uniun dals Grischs, che riporta sul frontespizio il motto "Tanter Rumantschs, be rumantsch!" ("Tra i Romanci, solo romancio!"). Con il passare del tempo raccolse un'importante collezione di manoscritti e libri in romancio. Durante l'Esposizione Universale di Berna del 1914, Peider Lansel ha raccolto e presentato in una vetrina diverse opere della sua biblioteca personale.

## Lansel come collezionista
Inoltre Lansel raccolse e pubblicò canzoni e poesie popolari romance, registrando con il fonografo più di trecento canzoni dell'Engadina, di Bergün e della Val Müstair tra il 1912 ed il 1915. Oltre a ciò fu un pioniere della fotografia in Engadina ed invitò fotografi come Rudolf Zinggeler a documentare con foto la vita e le usanze engadinesi. Fu promotore della reintroduzione degli antichi costumi engadinesi come abbigliamento dei giorni di festa, si occupò delle case engadinesi per quanto riguarda la loro architettura e le loro decorazioni e collezionò antichi mobili engadinesi di valore artistico. Dopo il rogo di Sent che distrusse nel 1921 gran parte del paese, ha promosso e sovvenzionato i progetti per la ricostruzione dello stesso secondo i criteri tipici engadinesi.

## Il ritorno in Italia e la carica di Console
Nel 1926, all'età di 63 anni, Peider Lansel fu costretto a tornare in Italia in qualità di direttore della società Lansel ed amministratore delegato della Corradini SA, rispettivamente in seguito alla morte del fratello Enrico (che a Livorno era proprietario di uno stabilimento chimico-farmaceutico), del figlio Andri Alberto e del cognato Oscar Corradini. Si stabilì a Livorno con la moglie e con la figlia Erica.
Nel 1927 fu nominato Console svizzero di Livorno. Otto anni dopo, nel 1934, tornò definitivamente in Svizzera.

## Riconoscimenti
Nel 1933, in occasione del suo settantesimo compleanno, l'Università di Zurigo nominò Peider Lansel dottore honoris causa per i suoi grandi meriti nella difesa del romancio e per la sua attività di poeta.
Nel 1943 gli fu conferito il Gran Premio da parte della Fondazione Schiller.

Il 9 dicembre del medesimo anno Peider Lansel morì a Ginevra.